# Chiesa del Crocifisso (Piancastagnaio)
La chiesa del Crocifisso è un edificio sacro che si trova in località Tre Case a Piancastagnaio.

## Storia e descrizione
Faceva parte in origine del convento francescano delle Ripe, fondato verso il 1225, dove i frati vissero fino al 1278, quando fu trasferito alle porte di Piancastagnaio. La chiesa assunse quindi il titolo della Santissima Trinità, poi sostituito con quello "del Crocifisso" per la presenza di una venerata scultura lignea. Si tratta di un semplice edificio con esterno intonacato, abbellito da un piccolo campanile, e interno a tre navate che, per lo scarso sviluppo in altezza, dà l'idea di una cripta. Non molto distante si trova il leggendario leccio sul quale la leggenda vuole che si sia riposato San Francesco.